# Lukas Windfeder
Lukas Windfeder (Mülheim, 11 de maio de 1995) é um jogador de hóquei sobre a grama alemão.

## Carreira
Windfeder nasceu em Mülheim, Alemanha, e joga hóquei no clube HTC Uhlenhorst Mülheim. Ele também tem uma irmã, Katharina, que representou a seleção feminina alemã de futsal.
Ele representou a seleção nacional júnior em várias ocasiões, acumulando 23 internacionalizações pela equipe e também ganhando duas medalhas na Copa do Mundo Júnior. Windfeder estreou pela seleção principal em 2014, em uma série de testes contra a África do Sul. Desde sua estreia, ele tem sido uma inclusão regular na seleção alemã. Em 2018, ele foi nomeado para a seleção alemã para a Copa do Mundo de Hóquei em Bhubaneswar, Índia. Em 28 de maio de 2021, ele foi nomeado para o time para o Campeonato EuroHockey de 2021 e as Olimpíadas de Verão de 2020.
Nos Jogos Olímpicos de Verão de 2024, em Paris, conquistou a medalha de prata no torneio masculino do hóquei sobre a grama, após confronto na final contra a equipe holandesa, que venceu nos pênaltis.